# 圣十字圣殿 (佛罗伦萨)

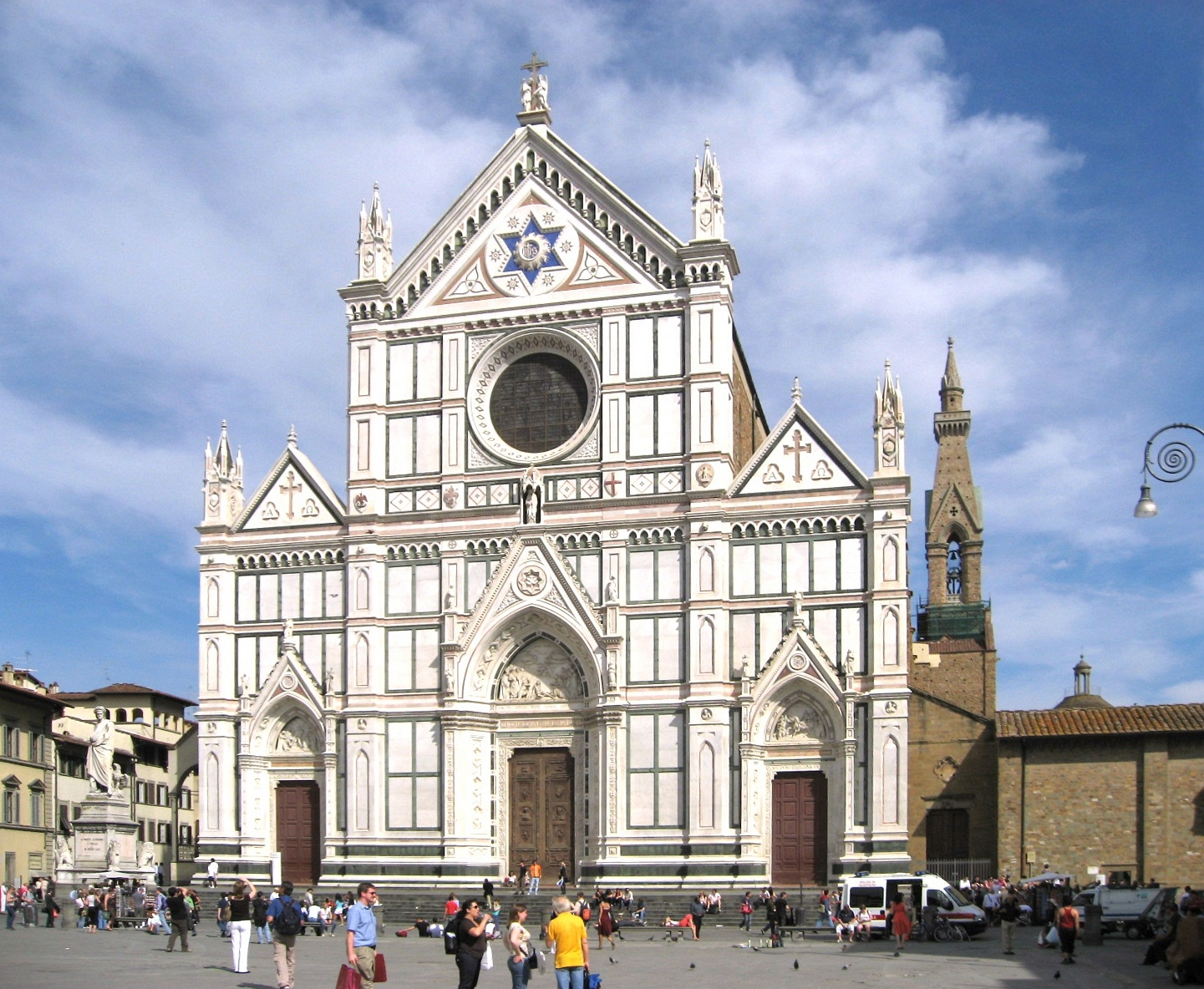
佛罗伦萨圣十字圣殿

佛罗伦萨圣十字圣殿（義大利語：Basilica di Santa Croce）是方济各会在意大利佛罗伦萨的主要教堂，天主教的一座次级圣殿，坐落在主教座堂东南方大约800米的圣十字广场。这个地点原是城墙外的一片沼泽地。在这座教堂中，安葬着许多位最杰出的意大利人，例如米开朗琪罗、伽利略、马基亚维利、福斯科洛、詹蒂莱、罗西尼和马可尼，因而被称为“意大利的先贤祠”（意大利语：Tempio dell'Itale Glorie）。

## 建筑

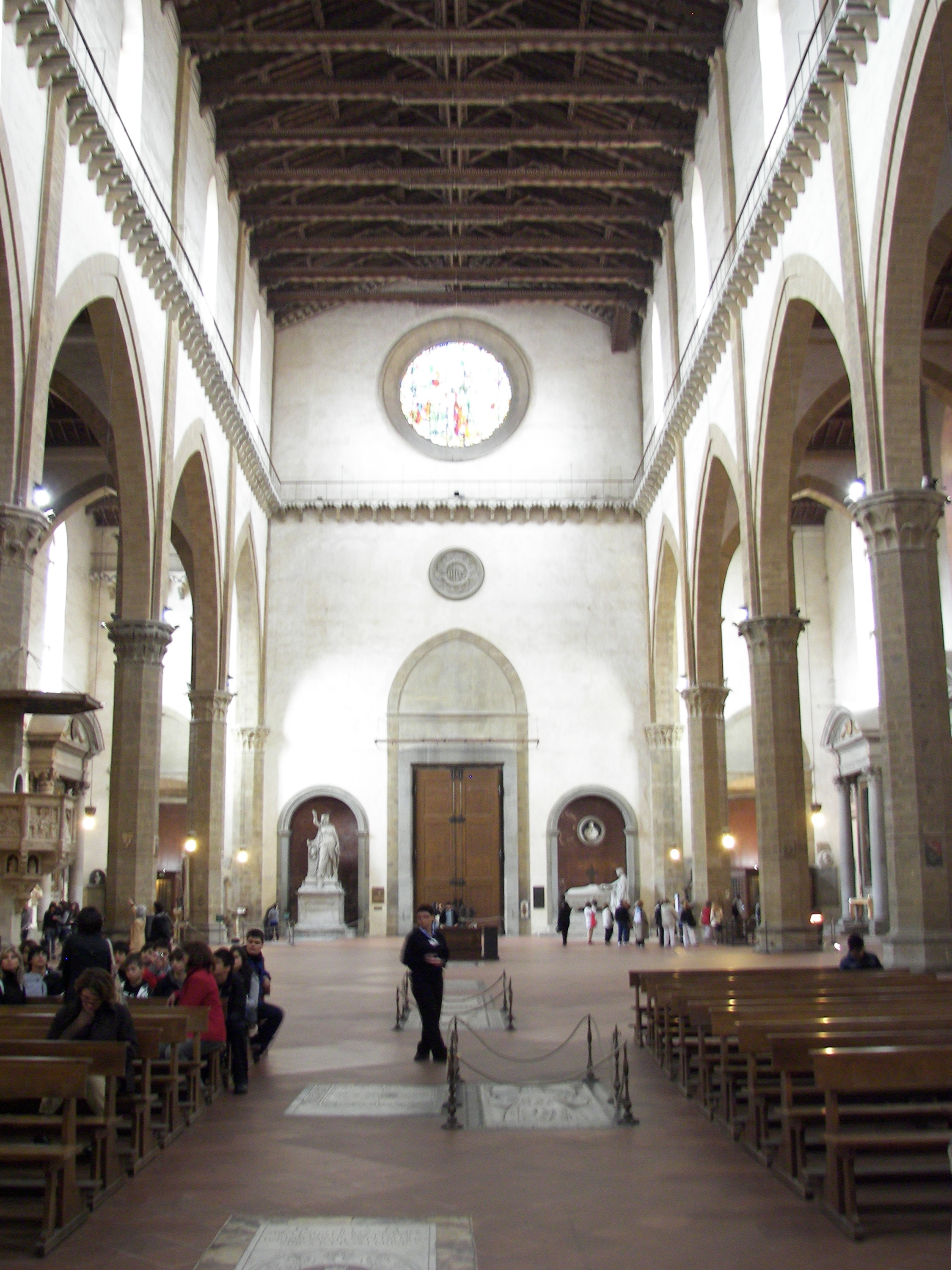
主入口内部

佛罗伦萨圣十字圣殿是世界上最大的方济各会教堂。它最显著的特征就是拥有16个小圣堂，其中许多小圣堂都装饰着乔托及其学生创作的壁画，以及墓穴和纪念碑。
传说圣十字圣殿是由圣方济各本人亲自创建。1294年5月12日，开始兴建目前的这座教堂，以取代原有的教堂，可能是由阿诺尔福·迪·坎比奥（Arnolfo di Cambio）设计，由该城几个最富有的家族出资建造。1442年，教宗安日納四世为这座教堂祝圣。这座建筑的设计反映了方济各会简朴的风格。平面布置为埃及式或T型十字架（圣方济各的一个标志），长115米，一个中央走道（nave）和2条过道（aisle）被几排八角形柱子隔开。教堂南面是一座修女院，其建筑部分保留下来。
在主回廊（Primo Chiostro）有巴齐小圣堂（Cappella dei Pazzi），完成于1470年代，兴建时用作會議廳（chapter house）。伯鲁乃列斯基（设计并完成了主教座堂的穹顶）进行了设计，保持了原来不加修饰的简朴风格。
1560年，在反宗教改革运动中，这座教堂也经历了变化，唱经楼隔屏被移走，内部由乔尔乔·瓦萨里加以改建。这样造成的后果是，教堂的装饰受到损害，而先前位于隔屏得大部分祭台不再存在。
钟楼兴建于1842年，以取代被闪电击毁的旧钟楼。这座教堂的19世纪新哥特式大理石正立面，由来自安科纳的犹太人建筑师尼科洛·麦塔斯（Nicolò Matas）设计和修建于1857-1863年。尼科洛·麦塔斯在作品中设计了一个明显的大卫之星。麦塔斯希望和他的同辈安葬在一起，但是因为他是犹太人，只能葬在门廊下面，没能葬在围墙以内。
1866年，在意大利争取独立和统一的战争之后，政府取缔了大部分修道院，于是这座建筑群成为公共财产

圣十字圣殿的博物馆主要设在回廊外面的餐厅。在回廊竖立着一座弗罗伦斯·南丁格尔的纪念碑。她出生在这座城市，而她的名字就取自这座城市的名称。伯鲁乃列斯基还建造了内修院，完成于1453年。
1966年，阿诺河淹没了大部分佛罗伦萨，其中也包括圣十字圣殿在内。大水冲进了教堂，带来泥巴、污物和燃油。建筑和艺术珍宝受到了严重损坏，后来花费数十年时间进行修复。
今天，从前圣方济各会的宿舍开设了皮革学校（Scuola del Cuoio）。游客可以参观技工制作提包、钱包和其他皮具，在附近的店铺也有出售。

## 艺术品
这座教堂目前保存着以下艺术家的作品：
- 贝内德托·达·马亚诺（Benedetto da Maiano）（讲道台；巴齐小圣堂的门，和他的兄弟朱利亚诺·达·马亚诺）
- 安东尼奥·卡诺瓦（Antonio Canova） （阿尔菲耶里纪念碑）
- 契马布埃 （耶稣受难像，遭到1966年洪水严重破坏，现在位于餐厅）
- 安德烈·德拉·罗比亚（Andrea della Robbia） （美第奇小圣堂的祭台画）
- 卢卡·德拉·罗比亚（Luca della Robbia） （巴齐小圣堂的装饰）
- 德西德廖·达·赛蒂尼亚诺（Desiderio da Settignano） （马苏匹尼墓，巴齐小圣堂的横饰带）
- 多那太罗 （南面墙上的浮雕《圣母领报》；左侧巴尔第小圣堂的耶稣受难像；餐厅的《图卢兹的圣路易》，原本为佛罗伦萨圣弥额尔教堂而作）
- 阿格诺罗·加迪（Agnolo Gaddi） （卡斯泰拉尼小圣堂和高坛的壁画；高坛的花窗玻璃）
- 塔德奧·加迪（巴隆伽里小圣堂的壁画，更衣所的耶稣受难像，餐厅的《最后晚餐》，被认为是他最好的作品）
- 乔托 （佩鲁齐小圣堂和右侧巴尔第小圣堂的壁画；巴隆伽里小圣堂的祭台画《圣母加冕》）
- 乔万尼·达·米兰（Giovanni da Milano） （里努契尼小圣堂的壁画，描绘圣母马利亚和玛利亚玛达肋纳的生平）
- 玛索·迪·巴柯（Maso di Banco） （巴尔第小圣堂壁画，描绘教宗西尔维斯特一世生平）
- 亨利·摩尔 （主回廊的武士像）
- 安德里亚·奥尔卡尼亚（Andrea Orcagna） （壁画在瓦萨里改造期间大半消失，但是一些片段在餐厅遗存）
- 安东尼奥·罗瑟里诺（Antonio Rossellino） （南侧走道的浮雕《圣母子与天使》，1478年）
- 贝纳尔多·罗瑟里诺（Bernardo Rossellino） （李奥纳度·布伦尼墓）
- 塞迪·第·提托（Santi di Tito） （《以马忤斯的晚餐》和《耶稣复活》，北侧走道的祭台画）
- 乔尔乔·瓦萨里 （米开朗琪罗墓的《各各他之路》）[4].
- 多米尼克·委内其亚诺（Domenico Veneziano） （餐厅的《圣若望和方济各》）

美第奇小圣堂曾经位于这座教堂内，但是现在分开保存在佛罗伦萨美术馆和米兰的巴加蒂-瓦尔塞基博物馆，是由洛伦佐·迪·尼可罗（Lorenzo di Niccolò）所作的多联画屏。

## 墓葬

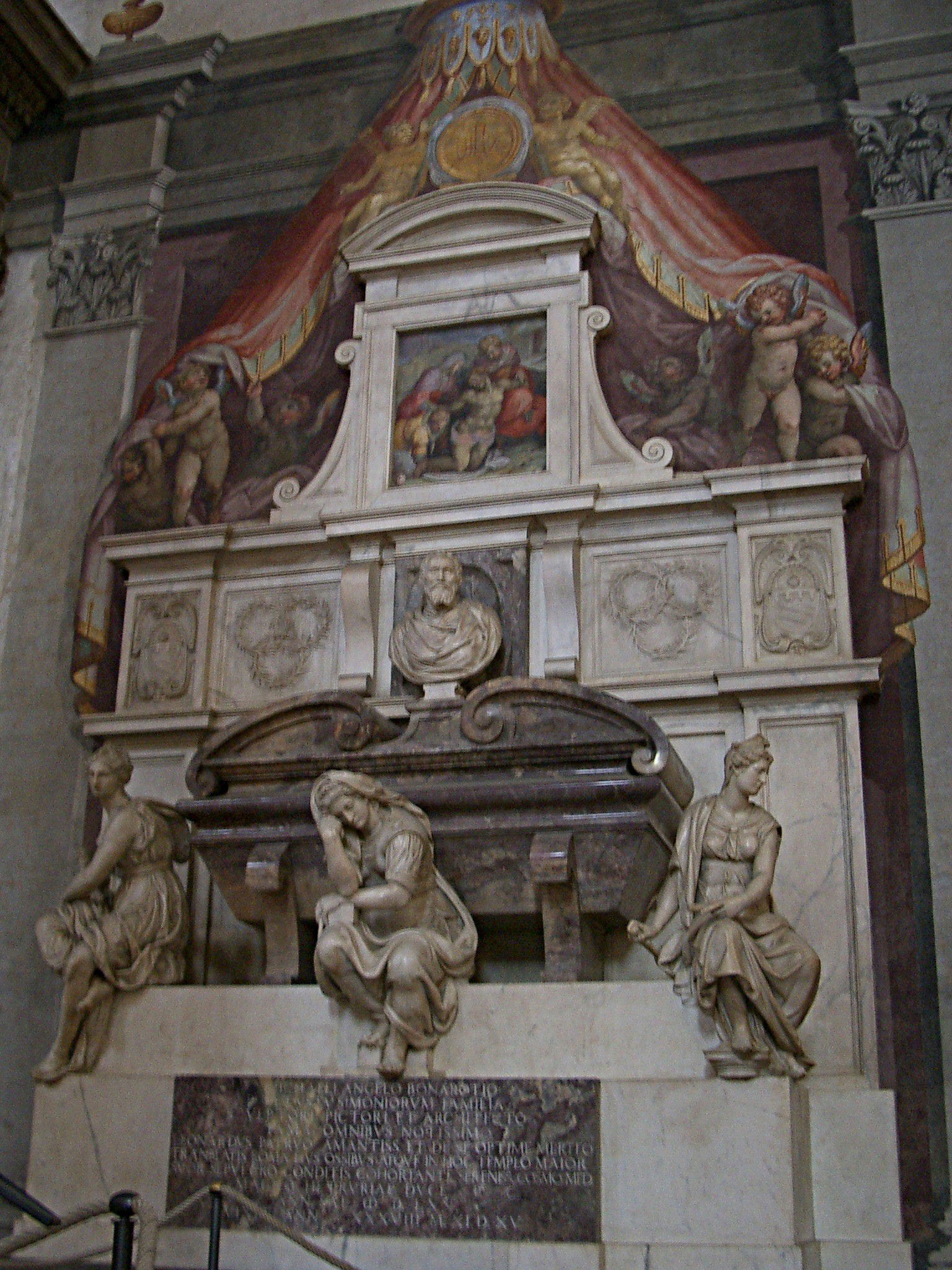
米开朗琪罗墓

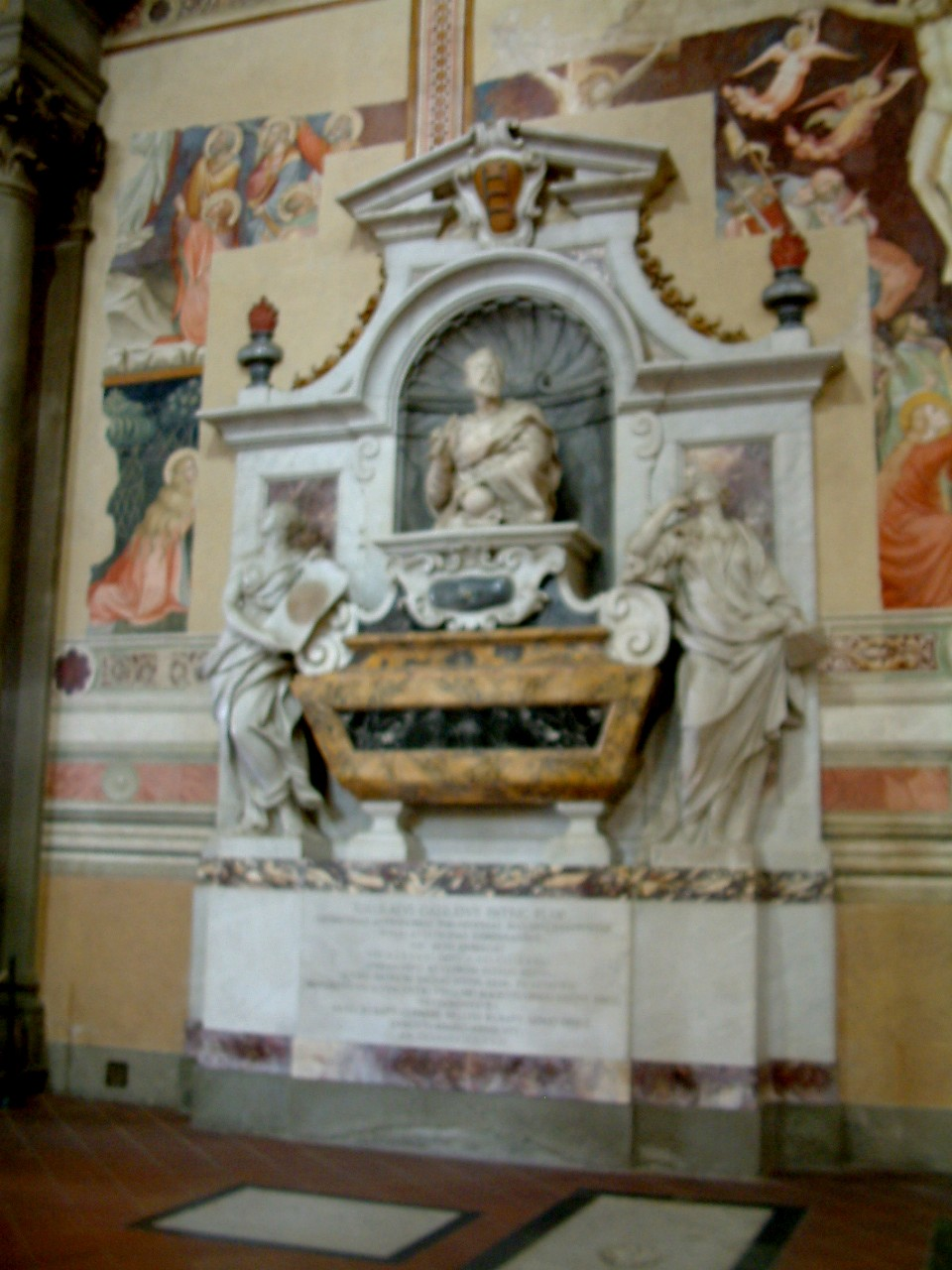
伽利略墓

对于佛罗伦萨人而言，这座圣殿既是一个礼拜场所，也是捐赠对象，此外，在习惯上，广受尊敬的佛罗伦萨名人都埋葬在此，或在此立碑纪念。祭台右侧的巴尔第小圣堂和佩鲁齐小圣堂属于巴尔第和佩鲁齐两个富裕家族。随着时间的进展，来自意大利其他地区的名人也获准进入这块空间。500年来，在教堂中陆续竖立起以下人物的纪念碑：
- 但丁（衣冠冢，实际葬在拉文納）
- 莱昂·巴蒂斯塔·阿尔伯蒂 （15世纪建筑师和艺术理论家）
- 维托里奥·阿尔菲耶里 （18世纪诗人和剧作家）
- 欧亨尼奥·巴尔桑第（Eugenio Barsanti） （内燃机发明者之一）
- 洛伦佐·巴罗利尼 （19世纪雕塑家）
- 茱莉·克拉里，约瑟夫·波拿巴的妻子，和他们的女儿夏洛特·拿破仑·波拿巴
- 李奥纳度·布伦尼 （15世纪共和国执政官，学者、历史学家）
- 乌戈·福斯科洛（Ugo Foscolo，19世纪诗人）
- 伽利略
- 乔瓦尼·詹蒂莱（Giovanni Gentile，20世纪哲学家）
- 洛伦佐·吉贝尔蒂
- 维托里奥·吉贝尔蒂
- 尼可罗·马基亚维利
- 卡罗·马苏匹尼（Carlo Marsuppini，15世纪共和国执政官）
- 米开朗琪罗
- 拉斐罗·摩根 （Raffaello Morghen，19世纪雕刻师）
- 焦阿基诺·罗西尼
- 路易莎公爵夫人（查尔斯·爱德华·斯图亚特之妻）
- 古列尔莫·马可尼
- 恩里科·费米 （衣冠冢，实际葬于美国芝加哥）